# (15860) Siráň
(15860) Siráň ist ein Asteroid des Hauptgürtels, der am 20. April 1996 von den slowakischen Astronomen Adrián Galád und Dušan Kalmančok am Observatorium der Comenius-Universität in Modra (IAU-Code 118) entdeckt wurde.
Der Asteroid ist nach dem slowakischen Geophysiker Gustáv Sirán (1934–2000) benannt, der von 1981 bis 1989 die Abteilung für Astronomie, Geophysik und Meteorologie der Comenius-Universität leitete. In dieser Zeit wurde auch das Observatorium in Modra errichtet, an dem dieser Asteroid entdeckt wurde.